# Амаду Ба
Амаду Ба (17 травня 1961 , Дакар ) — сенегальський політик.
Був призначений прем'єр-міністром Сенегалу 17 вересня 2022 року.
.
Журнал New African у 2011,

2012 та 2013 роках згадував Ба як одного зі 100 найвпливовіших африканців
.
9 вересня 2023 року президент Макі Солл обрав його кандидатом від коаліції Бенно Бокк Якаара (BBY) на президентських виборах 2024 року..

## Кар'єра
Амаду обіймав посаду міністра закордонних справ Сенегалу у 2019—2020.
Раніше був міністром фінансів та економіки Сенегалу у 2013—2019.

- Африканський банк розвитку (AfDB), член Ради керуючих (з 2013)[6];
- Міжнародний валютний фонд (МВФ), член Ради керуючих (з 2013)[7];
- Багатостороння агенція з гарантій інвестицій (MIGA), Група Світового банку, член Ради керуючих (з 2013)[8];
- Світовий банк, член Ради керуючих (з 2013)[9].